# Фороптер

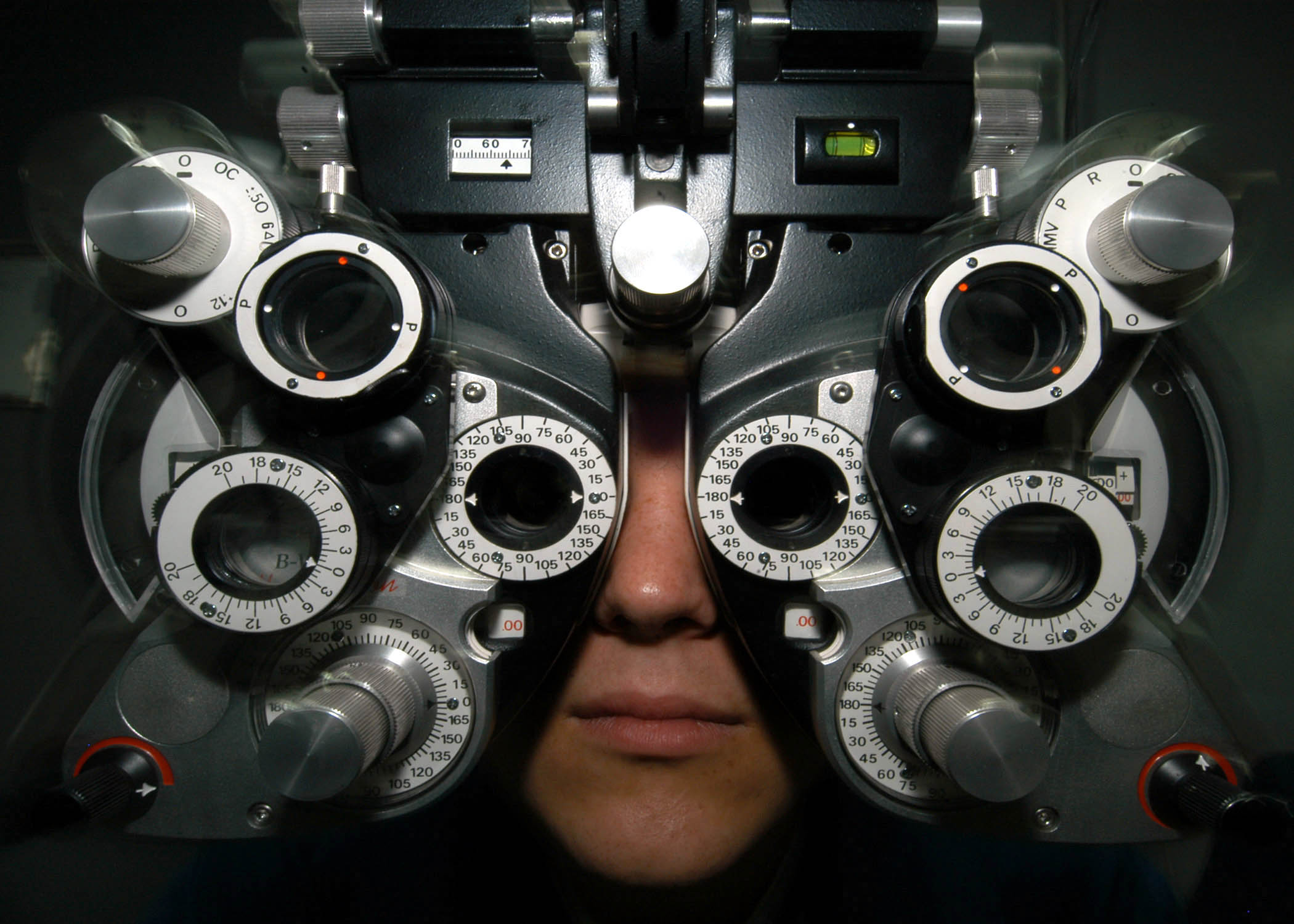
Использование оптического рефрактометра (фороптера)

Фороптер (или фороптор) — прибор, обычно используемый оптометристами и офтальмологами во время обследования глаз (проверки зрения), для измерения рефракционной ошибки (аномалии рефракции) пациента и определения информации для рецепта на очки.
Основные компоненты фороптера: плюсовые, минусовые и цилиндрические линзы, КЦД (крестовый цилиндр Джексона), применяемый для коррекции астигматизма, призмы Рисли для измерения форий и вергенций. Линзы внутри фороптера преломляют свет для фокусировки изображения на сетчатку пациента. Оптическая сила линз изменяется дискретно (0.25 диоптрий). Фороптеры делаются как с плюсовыми, так и с минусовыми цилиндрами. Традиционно офтальмологи используют фороптеры плюсовые, а оптометристы — фороптеры с минусовыми цилиндрами. Существует возможность математически конвертировать числа, полученные с одного типа фороптера в другой.
Фороптер может определить: фории (естественное положение глаз в покое), амплитуду аккомодации, запаздывание аккомодации, состояние аккомодации, горизонтальные и вертикальные вергенции, наличие астигматизма, который имеет ось, измеряемую углом от 0 до 180 градусов от горизонтального положения и т. д.
Как правило, пациент сидит перед фороптером и смотрит через него на таблицу, расположенную на расстоянии 6 м (20 футов): или на расстоянии 40 см (16 дюймов), если нуждается в очках для чтения.
В процессе обследования врач меняет линзы и другие настройки, спрашивая пациента о его субъективном ощущении на то, какие настройки дают наилучшее зрение. Иногда для определения начальных настроек фороптера используются ретиноскоп или авторефрактометр.
Исходя из результатов измерений, специалист напишет рецепт на очки, включающий по меньшей мере 6 числовых спецификаций (по 3 для каждого глаза): сфера, цилиндр и оси.

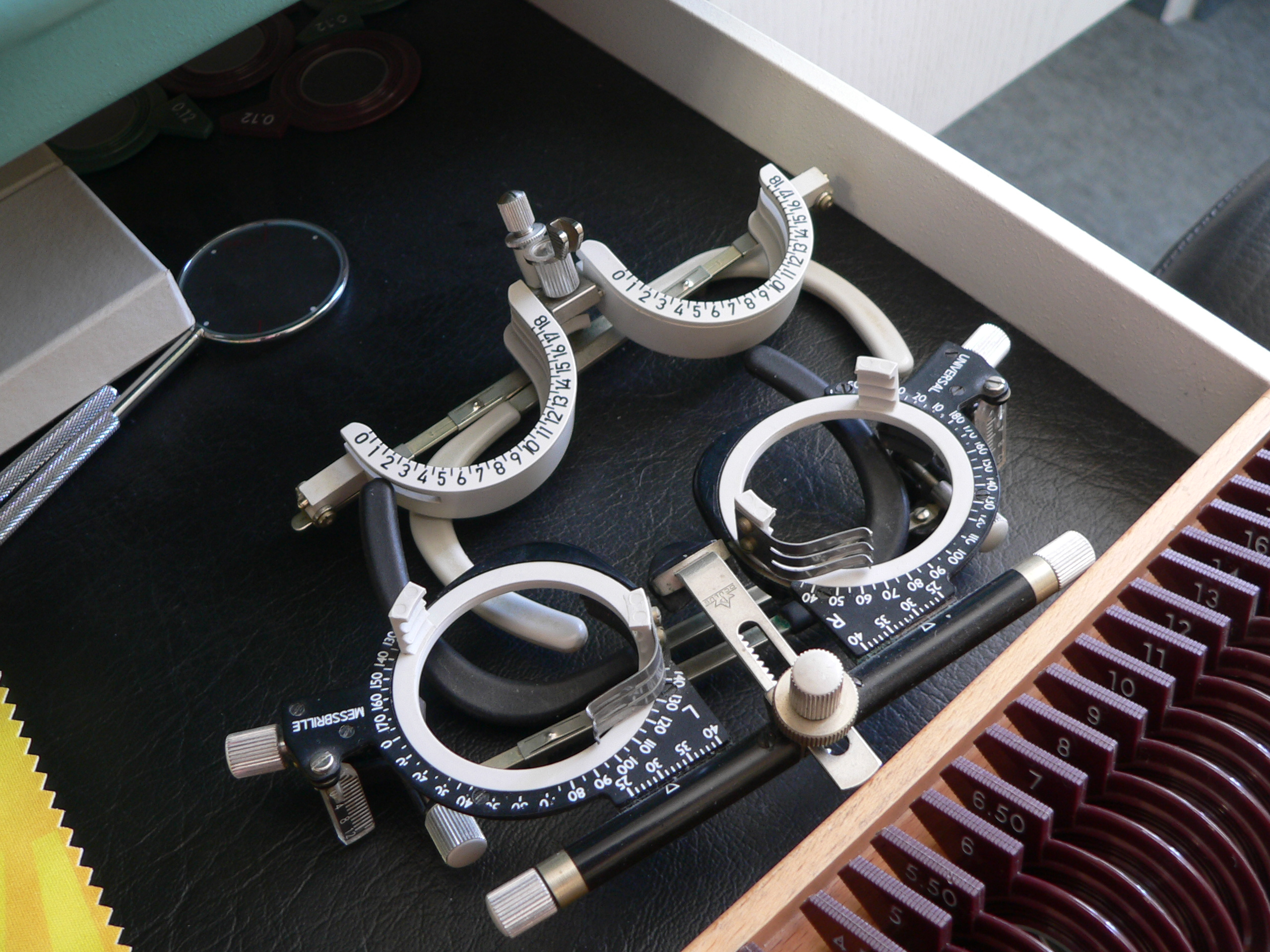
Два простых фороптера